# Partènope (ciutat)
|  | Per a altres significats, vegeu «Partènope». |

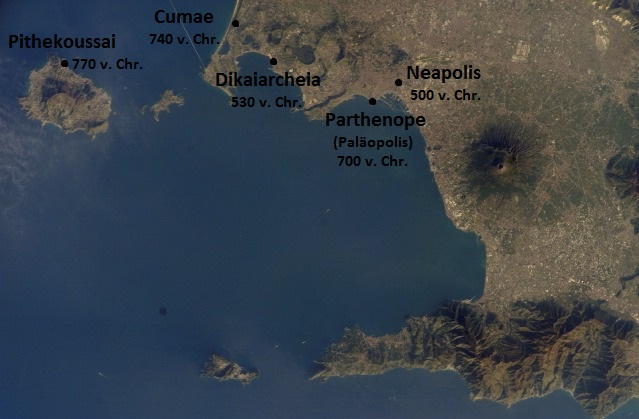
Ciutats gregues a la Campània, amb la ubicació de Partènope.

Partènope (en grec, Παρθενόπη) és el nom de la primera fundació de la ciutat italiana de Nàpols. Al segle vii aC colons de la ciutat de Cumes van establir-hi una colònia.
Partènope es va aixecar al pujol de Pizzofalcone, defensada en tres dels seus costats per la mar i delimitada a l'interior per un barranc estret i profund (corresponent a l'actual carrer de Chiaia de Nàpols) que separava el nucli habitat, de la necròpoli (situada al llarg de l'eix que avui segueix el carrer de Nicotera). L'única via d'accés la constituïa el tram en pendent (l'actual carrer de G. Serra) que des del port portava al pujol.
Explica la llegenda que la sirena Partènope, desesperada perquè no havia trobat Odisseu, es va tirar al fons del mar. El seu cos, arrossegat pel corrent fins a les ribes del golf de Nàpols, va ser sepultat allí. En record seu, la ciutat que es va aixecar en aquell punt es va dir Partènope.
Estrabó, Plini el Vell i altres autors antics coincideixen a situar aquí la història de la sirena.
El gramàtic Filagirios, citat per l'historiador Lutaci, explica que alguns colons de Cumes van abandonar la seva ciutat per fundar Partènope. Aquesta ciutat es va tornar tan rica i pròspera que els habitants de Cumes, tement que la seva es despoblaria llavors, van destruir Partènope per enveja. No obstant això, víctimes d'una epidèmia, la van reconstruir per consell d'un oracle. I per aquesta raó li van donar el nom de Neàpolis (ciutat nova).
El cas és que a principis del segle v aC, a l'est de Partènope va sorgir Neàpolis, que va ocupar la part més alta de la plana que s'estén entre els amfiteatres volcànics dels Camps Flegreus i el Vesuvi, en una àrea on, a diferència de Pizzofalcone, es donaven les condicions per al desenvolupament d'una veritable ciutat.

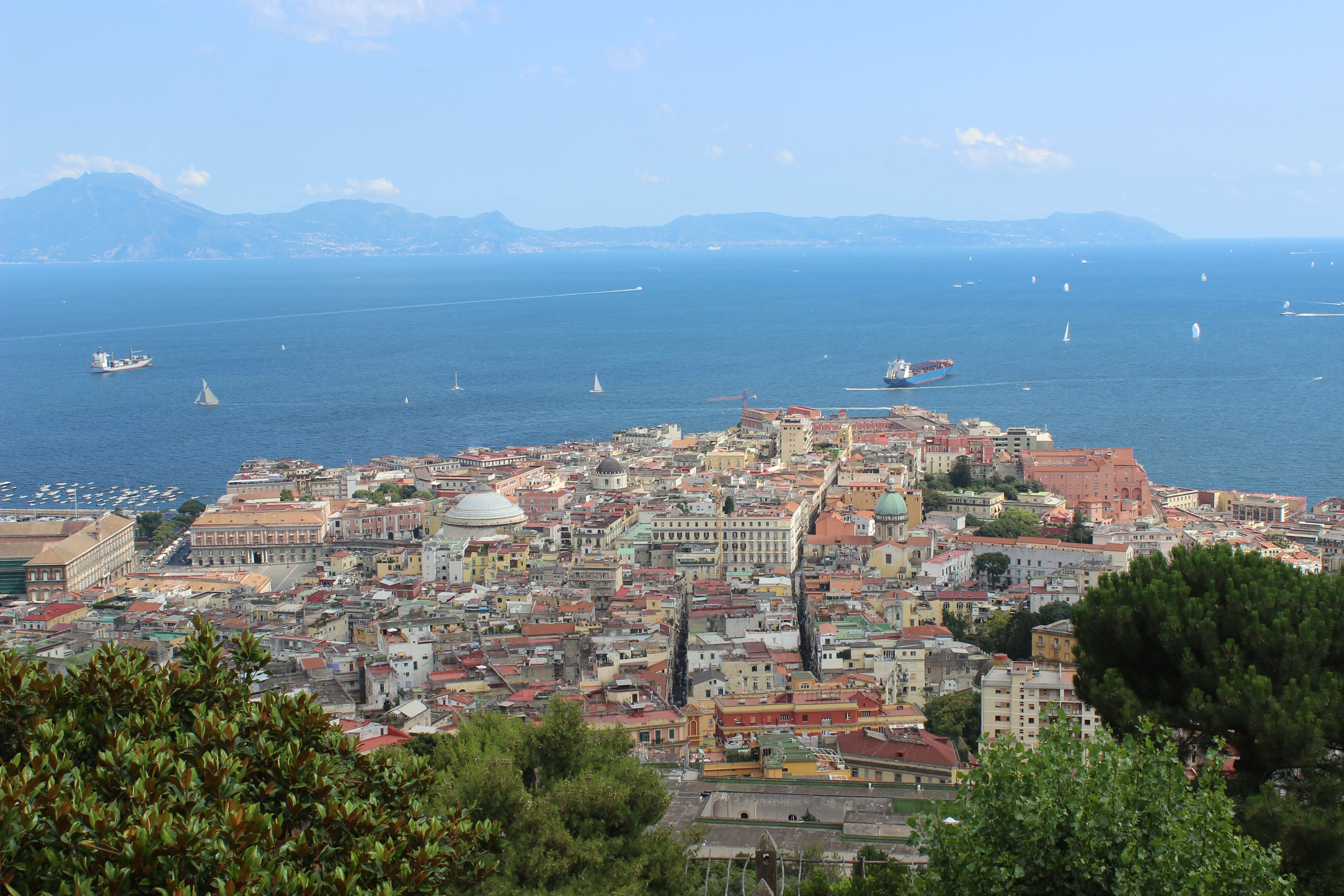
Pizzofalcone, el pujol de Nàpols on es va aixecar Partènope.

La tradició conserva, doncs, el record de dues ciutats, la successió cronològica de les quals i diferenciació topogràfica són confirmades per l'historiador Titus Livi, qui diu que Palèpolis (ciutat vella) estava situada prop del lloc on en el seu temps s'aixecava Neàpolis. A través del testimoniatge d'aquest autor es dedueix que ambdues ciutats van arribar a coexistir durant un temps, almenys fins que Palèpolis es va rendir davant el setge dels romans comandats per Quint Publili Filó el 326 aC.
La ciutat, que des de l'establiment de la colònia grega no ha experimentat cap moment d'abandonament, documenta en la seva complexa estratificació totes les fases de la seva història, des de la seva fundació fins als nostres dies.
No se sap gaire de les estructures de Partènope, a excepció d'un tram de mur de blocs de pedra tallada a l'àrea que ocupa la plaça del Municipi, que M. Napoli interpreta com una part de les obres portuàries que havien d'estar ja bastant desenvolupades en època arcaica.
En canvi, es coneixen els aixovars de les tombes d'inhumació descobertes al carrer de Nicotera durant diversos treballs de construcció: els materials ceràmics testifiquen la vida de l'assentament des de la primera meitat del segle vii aC fins a finals del segle vi aC.